# Concours Eurovision de la chanson 1999
- Pays participants
- Pays relégués ne pouvant pas participer
- Autres pays ayant participé dans le passé

Birmingham 1998 Stockholm 2000
Le Concours Eurovision de la chanson 1999 fut la quarante-quatrième édition du concours. Il se déroula le samedi 29 mai 1999, à Jérusalem, en Israël. Il fut remporté par la Suède, avec la chanson Take Me to Your Heaven, interprétée par Charlotte Nilsson. L’Islande termina deuxième et l’Allemagne, troisième.

## Organisation
Israël, qui avait remporté l'édition 1998, se chargea de l’organisation de l’édition 1999.
Certains experts doutèrent initialement des capacités financières de la télévision publique israélienne d’organiser l’évènement, le gouvernement israélien hésitant avant d’accorder les subsides nécessaires. En effet, les groupes de pression conservateurs, politiques et religieux, s’opposèrent vivement à cette célébration, due à la victoire l’année précédente de la chanteuse transgenre Dana International. Le maire de Jérusalem lui-même exprima publiquement son opposition à la venue de l’Eurovision dans sa capitale. 
Le 29 mai demeure à ce jour[Quand ?] la date la plus tardive à laquelle fut jamais organisée le concours.

## Nouvelles règles
La quarante-quatrième édition du concours fut marquée par la modification de plusieurs règles importantes.
Premièrement, la règle obligeant les pays participants à chanter dans une de leurs langues nationales fut définitivement abolie. Cette règle avait été introduite en 1966, après que le représentant suédois au concours 1965 eut interprété sa chanson en anglais. Elle avait été abrogée une première fois en 1973, avant d’être réinstaurée en 1977. 
Deuxièmement, l’UER décida de créer un statut particulier pour ses plus importants contributeurs financiers. Ceux-ci recevraient désormais la garantie d’une place automatique en finale, quels que soient leurs résultats des cinq années précédentes. Cette mesure concerna à l’époque l’Allemagne, l’Espagne, la France et le Royaume-Uni, connus désormais sous l’appellation collective de « Big Four ». L’Italie vint les rejoindre en 2011 et ensemble, ils formèrent alors le groupe des « Big Five ».
Troisièmement, le recours à un orchestre devint facultatif. La télévision publique israélienne se saisit de cette opportunité pour réduire le budget de l’organisation et ne fournit tout simplement aucun orchestre aux participants. Ce fut donc la première fois dans l’histoire du concours qu’aucune musique ne fut interprétée en direct durant la retransmission et que tous les interprètes furent accompagnés d’une bande-son.

## Pays participants
Vingt-trois pays participèrent à la finale du quarante-quatrième concours.
Six pays furent relégués : la Finlande, la Grèce, la Macédoine, la Roumanie, la Slovaquie et la Suisse. 
Cinq pays firent leur retour : l’Autriche, la Bosnie-Herzégovine, le Danemark,  l’Islande et la Lituanie. 
À l’origine, la sixième place libérée devait revenir à la Lettonie et lui permettre de faire ses débuts. Mais le pays se désista et offrit sa place à la Hongrie qui refusa aussitôt et se retira du Concours. Ce fut finalement le Portugal qui en hérita et évita ainsi la relégation.
Le retour de la Lituanie se heurta à quelques difficultés budgétaires. Par conséquent, la délégation lituanienne reçut la permission de l’UER d’arriver un jour plus tard que les autres, afin de réduire ses coûts de séjour.

## Format

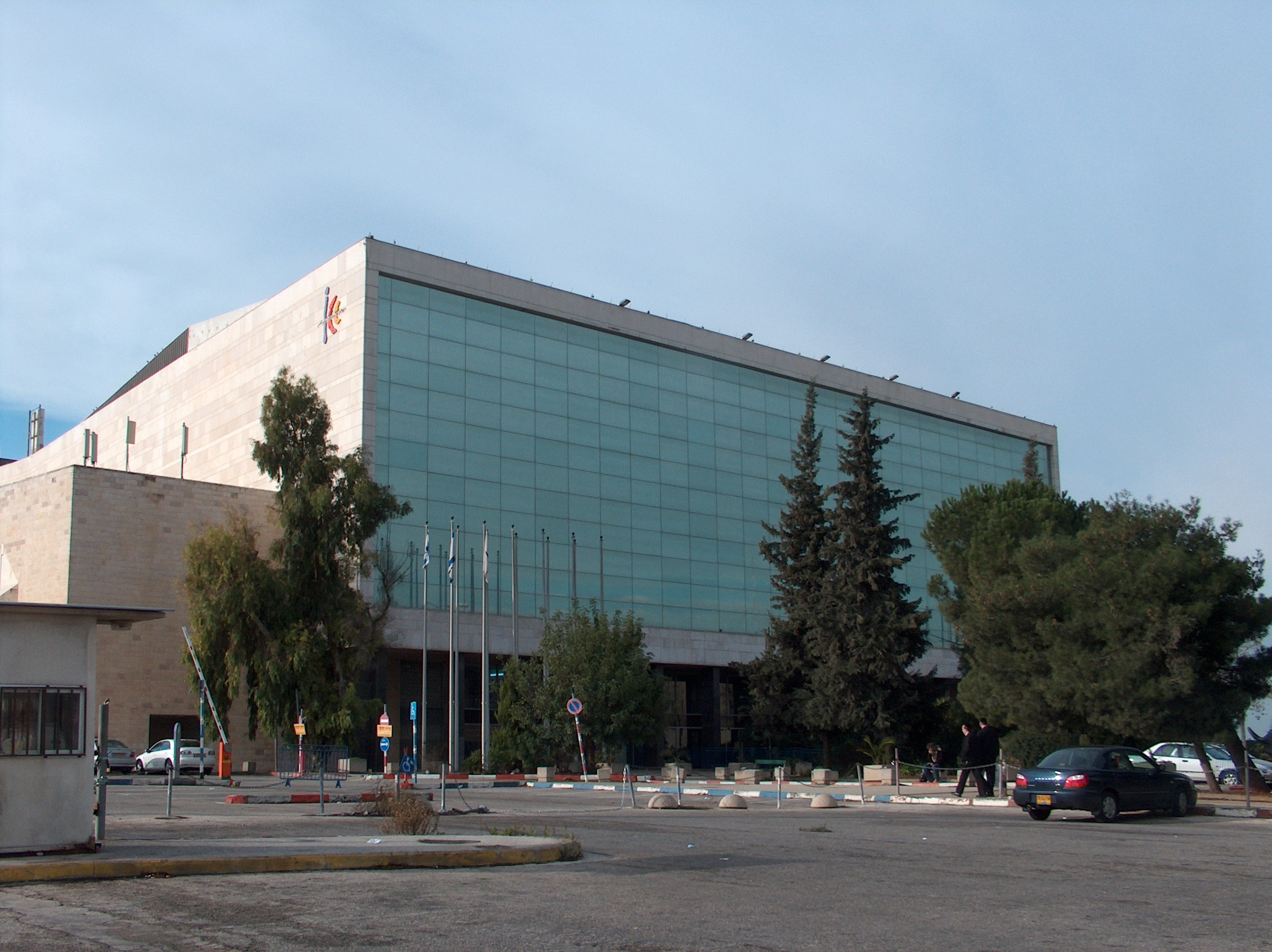
L'International Convention Centre.

Le concours eut lieu à l’International Convention Centre, à Jérusalem, centre de conférences ayant déjà accueilli le concours en 1979.
Le décor était inspiré par l’arrivée prochaine du nouveau millénaire. Ses éléments constitutifs symbolisaient l’éternité du temps qui passe. La scène, en quart de cercle, s’élevait sur quatre marches bordées de bandeaux lumineux. Dix lignes de spots lumineux parcouraient le sol et à gauche, un podium lumineux rectangulaire traversait la scène pour s’avancer dans le public. Au fond, sur deux marches, était installé l’élément principal du décor : un globe solaire rotatif, encerclé par quatre quadrants métalliques figurant le zodiaque. Du globe, partaient neuf faisceaux lumineux de cinq branches chacun. Ces faisceaux étaient eux aussi mobiles. Derrière cet élément, était installé un écran géant. Un peu partout, étaient posés ou suspendus des sphères et des globes, rappelant les planètes tournant autour du soleil. Les parois et le plafond de la scène étaient constellés de milliers de petites ampoules figurant les étoiles et les constellations lointaines. Enfin, à droite de la scène, se dressait une passerelle qui servit pour la procédure de vote.
Le programme dura près de trois heures et quatorze minutes. Pour la toute première fois, le déroulement de la retransmission intégra un intervalle permettant aux télédiffuseurs qui le souhaitaient de diffuser des publicités.
Les invités d’honneur de cette édition furent Izhar Cohen et Gali Atari. Tous deux avaient remporté le concours pour Israël, respectivement en 1978 et 1979.

## Présentateurs
Les présentateurs de la soirée furent la chanteuse Dafna Dekel (qui avait participé au concours en 1992), le journaliste Yigal Ravid et l’actrice Sigal Shahamon. Ce fut la toute première fois que le concours fut présenté par trois personnes. Ils s’exprimaient en hébreu, en anglais et en français. 

## Ouverture
L’ouverture du concours débuta par une animation numérique, menant les spectateurs de Birmingham (ville hôte de l’édition 1998) à Jérusalem. La caméra parcourut tous les pays européens, représentés par des monuments ou des objets emblématiques.
S’ensuivit une vidéo montrant un hélicoptère survolant Jérusalem de nuit. L’appareil se posa et en sortirent Dafna Dekel et Sigal Shahamon. Elles parcoururent les rues de la ville avec une troupe de danseurs et terminèrent leur parcours sur l’esplanade devant l’International Convention Centre.
La caméra dévoila alors le public et la salle. Dekel et Shahamon traversèrent le public et montèrent sur la scène où elles furent accueillies par Yigal Ravid qui les y attendait. Ensemble, ils prononcèrent les salutations d’usage. Une vidéo rappela la victoire de Dana International, l’année précédente. Les présentateurs saluèrent Terry Wogan (présentateur de l’édition 1998 qui était dans son box de commentateur et qui leur souhaita « Mazel Tov ! »), puis Yaacov Agam (créateur du trophée), Izhar Cohen et Gali Atari qui étaient assis dans le public. Ils conclurent par les explications d’usage et un extrait vidéo montra Dafna Dekel chantant Ze rak sport sur la scène de l’édition 1992.

## Cartes postales
Les cartes postales débutaient par un dessin animé mettant en scène un épisode de l’Ancien Testament. Les personnages animés poursuivaient leur aventure dans une vidéo illustrant un des nombreux aspects de la vie contemporaine en Israël.
| Lituanie             | Belgique                     | Espagne                | Croatie               | Royaume-Uni           | Slovénie                 |
| -------------------- | ---------------------------- | ---------------------- | --------------------- | --------------------- | ------------------------ |
| - L'Échelle de Jacob | - Pharaon et son armée       | - L'Arche de Noé       | - Ruth                | - Jonas et la Baleine | - Adam et Ève            |
| Turquie              | Norvège                      | Danemark               | France                | Pays-Bas              | Pologne                  |
| - Le Mer de Galilée  | - Les ouvriers du Tabernacle | - Joseph et ses frères | - Le Veau d'Or        | - Le Prophète         | - David et Goliath       |
| Islande              | Chypre                       | Suède                  | Portugal              | Irlande               | Autriche                 |
| - La Manne           | - Le Panier de Moïse         | - David et Bethsabée   | - Daniel et les Lions | - Caïn et Abel        | - Le jugement de Salomon |
| Israël               | Malte                        | Allemagne              | Bosnie-Herzégovine    | Estonie               |                          |
| - La Terre promise   | - David et Mikhal            | - La Tour de Babel     | - Samson              | - Le Zodiaque         |                          |

## Chansons
Vingt-trois  chansons concoururent pour la victoire. Seuls neuf pays chantèrent dans une de leurs langues nationales. Les quatorze autres eurent recours à l’anglais ou à des versions bilingues.
La chanson chypriote, Tha ‘nai erotas, fut donnée favorite par les parieurs, dès sa sélection. Ce fut donc une grande surprise pour tous, lorsqu’elle termina avant-dernière, avec à peine deux points.
Au même titre que la suppression de l'orchestre, la fin des règles linguistiques déclencha une véritable déception et une polémique éclata car si certains pays décidèrent d'envoyer des chansons en anglais par sélection interne ou par sélection nationale tels que l'Autriche, la Belgique, l'Islande, la Norvège ou les Pays-Bas, d'autres tels que le Danemark, la Slovénie et la Suède procédèrent après la victoire de leurs chansons en langue nationale lors de leurs finales nationales à une traduction des textes. Par conséquent la chanson suédoise Take Me to Your Heaven s’intitulait à l’origine Tusen Och En Natt (Mille et une nuits). C’est dans cette version qu’elle avait remporté la sélection nationale suédoise, le Melodifestivalen. La chanson fut adaptée en anglais spécialement pour le concours. La chanson danoise, qui s’intitulait à l’origine Denne Gang (Cette fois) quand elle avait remporté le Dansk Melodi Grand Prix, et This Time I Mean It et la chanson slovène Še tisoč let (Encore mille ans) devint For A Thousand Years après avoir remporté le EMA. La première conséquence est que cette décision de traduction de la part des délégations fut décidée sans accord de l'opinion publique de l'époque et la seconde est que les paroles de ces chansons furent entièrement modifiées et qu'elles n'avaient par conséquent plus aucun lien avec le message de la version originale,,.
Deux chansons qui n’avaient pas remporté leur finale nationale participèrent malgré tout au concours. Premièrement, la chanson allemande, Reise nach Jerusalem. C’était la chanteuse malvoyante Corinna May qui avait remporté la finale allemande avec Hör Den Kindern Einfach Zu. Mais il apparut que ce morceau avait déjà été publié en 1997 par un autre chanteur : il fut donc disqualifié. Cela permit à Ralph Siegel et Bernd Meinunger,  auteurs de Reise nach Jerusalem, de concourir pour la dixième fois à l’Eurovision, un record sans précédent. Deuxièmement, la chanson bosnienne, Putnici. C’était le groupe Hari Mata Hari qui avait remporté la finale bosnienne avec Starac I More. Mais ce morceau avait été déjà publié, en Finlande, sous un autre titre : il fut lui aussi disqualifié. Corinna May et Hari Mata Hari reviendront tous les deux au concours, respectivement en 2002 et 2006.

## Pause commerciale
Durant la pause commerciale, Dafna Dekal et Sigal Shahamon revinrent sur scène, un verre de vin à la main. Elles portèrent un toast au millénaire écoulé et à celui à venir. Elles chantèrent ensuite To Life et trinquèrent avec les spectateurs et les porte-paroles.

## Entracte
Le spectacle d'entracte était un ballet chanté et dansé, qui prit place sur une esplanade au pied de la Tour de David. Dans la première partie, les danseurs exécutèrent une chorégraphie sur une version remixée du chant traditionnel Dror Yikrah (L’appel de la paix). Dana International apparut ensuite parmi eux et interpréta sa reprise de Free de Stevie Wonder.
À la fin de la vidéo, Dana International et tous les danseurs montèrent sur la scène pour saluer le public.

## Green room
Durant la procédure de vote, les présentateurs se séparèrent. Yigal Ravid prit place sur la passerelle et dirigea le vote. Dafna Dekel et Sigal Shahamon s’installèrent dans la green room avec les artistes et les délégations. 
Pour la toute première fois, chaque délégation fut suivie individuellement par une caméra. Un écran éclaté permit de les montrer toutes à la fois. Les spectateurs purent donc voir tous les interprètes. La production fit aussi un plan systématique sur chacun d’entre eux qui recevaient "douze points". 
Lorsque sa victoire devint certaine, la représentante suédoise, Charlotte Nilsson, se leva et alla embrasser la représentante islandaise, Selma, qui terminait deuxième.

## Vote
Le recours au télévote fut à nouveau recommandé à tous les pays. Les spectateurs purent voter par téléphone pour leurs chansons préférées. Leurs votes ainsi exprimés furent agrégés en 1, 2, 3, 4, 5, 6, 7, 8, 10 et 12 points. Chaque pays fut contacté par satellite, selon l'ordre de passage des participants. Les points furent énoncés dans l’ordre ascendant, de un à douze.
Dans quatre pays cependant, (la Bosnie-Herzégovine, l’Irlande, la Lituanie et la Turquie), le vote fut décidé par un jury, qui attribua 1, 2, 3, 4, 5, 6, 7, 8, 10 et 12 points à ses dix chansons préférées.
Le superviseur délégué sur place par l'UER fut Christine Marchal-Ortiz.
Comme l’année précédente, les votes furent visualisés autrement que par des chiffres. À quatre reprises, ils furent répartis sur une carte animée en trois dimensions de l’Europe. Les pays bénéficiaires s’élevèrent au prorata du score obtenu.
Dès le début de la procédure, l’Islande s’empara de la tête. Elle fut rattrapée par la Suède après le vote polonais, le douzième. Les deux pays se livrèrent ensuite à un duel, qui fut tranché par l’avant-dernier vote, celui de la Bosnie-Herzégovine : le pays n’attribua aucun point à l’Islande, mais "douze points" à la Suède.

## Résultats
Ce fut la quatrième victoire de la Suède au concours.
Charlotte Nilsson fut rejointe sur scène par l'ensemble des participants, ainsi que par les danseurs du ballet d’entracte. Elle reprit la chanson gagnante en anglais et en suédois. Tous, accompagnés par les présentateurs, chantèrent ensuite Hallelujah, chanson israélienne victorieuse en 1979. Il s’agissait d’un hommage aux victimes de la Guerre de Balkans et aux habitants de la région qui ne pouvaient regarder le concours, faute de retransmission.
| Ordre | Pays               | Artiste(s)                    | Chanson                                   | Langue(s)                       | Place | Points |
| ----- | ------------------ | ----------------------------- | ----------------------------------------- | ------------------------------- | ----- | ------ |
| 01    | Lituanie           | Aistė                         | Strazdas                                  | Samogitien                      | 20    | 13     |
| 02    | Belgique           | Vanessa Chinitor              | Like The Wind                             | Anglais                         | 12    | 38     |
| 03    | Espagne            | Lydia                         | No quiero escuchar                        | Espagnol                        | 23    | 1      |
| 04    | Croatie            | Doris Dragović                | Marija Magdalena                          | Croate                          | 4     | 118    |
| 05    | Royaume-Uni        | Precious                      | Say It Again                              | Anglais                         | 12    | 38     |
| 06    | Slovénie           | Darja Švajger                 | For A Thousand Years                      | Anglais                         | 11    | 50     |
| 07    | Turquie            | Tuba Önal & Grup Mistik       | Dön Artık                                 | Turc                            | 16    | 21     |
| 08    | Norvège            | Stig Van Eijk                 | Living My Life Without You                | Anglais                         | 14    | 35     |
| 09    | Danemark           | Trine Jepsen & Michael Teschl | This Time I Mean It                       | Anglais                         | 8     | 71     |
| 10    | France             | Nayah                         | Je veux donner ma voix                    | Français                        | 19    | 14     |
| 11    | Pays-Bas           | Marlayne                      | One Good Reason                           | Anglais                         | 8     | 71     |
| 12    | Pologne            | Mietek Szcześniak             | Przytul mnie mocno                        | Polonais                        | 18    | 17     |
| 13    | Islande            | Selma                         | All Out of Luck                           | Anglais                         | 2     | 146    |
| 14    | Chypre             | Marlain                       | Tha 'ne erotas (Θα 'ναι έρωτας)           | Grec                            | 22    | 2      |
| 15    | Suède              | Charlotte Nilsson             | Take Me to Your Heaven                    | Anglais                         | 1     | 163    |
| 16    | Portugal           | Rui Bandeira                  | Como tudo começou                         | Portugais                       | 21    | 12     |
| 17    | Irlande            | The Mullans                   | When You Need Me                          | Anglais                         | 17    | 18     |
| 18    | Autriche           | Bobbie Singer                 | Reflection                                | Anglais                         | 10    | 65     |
| 19    | Israël H T         | Eden                          | Yom Huledet (Happy Birthday) (יום "הולדת) | Anglais, hébreu                 | 5     | 93     |
| 20    | Malte              | Times Three                   | Believe 'n Peace                          | Anglais                         | 15    | 32     |
| 21    | Allemagne          | Sürpriz                       | Reise nach Jerusalem - Kudüs’e seyahat    | Allemand, anglais, hébreu, turc | 3     | 140    |
| 22    | Bosnie-Herzégovine | Dino & Béatrice               | Putnici                                   | Bosnien, français               | 7     | 86     |
| 23    | Estonie            | Evelin Samuel & Camille       | Diamond of Night                          | Anglais                         | 6     | 90     |

## Incident
Un incident se produisit lors de la remise du trophée par Dana International aux auteurs de la chanson gagnante. La chanteuse fut surprise par le poids de l’objet et manqua de le faire tomber. Elle perdit alors l’équilibre et chuta, entraînant avec elle l’un des auteurs. Cela causa une alerte des membres de la sécurité qui bondirent sur scène, croyant que la chanteuse avait été victime d’un tireur embusqué. Dana International finit par se relever, indemne, salua le public et regagna prestement les coulisses.

## Controverses
- La suppression de l’orchestre suscita la controverse. De nombreux experts et fans du concours s’en montrèrent extrêmement déçus<[4]. Quant à Johnny Logan, qui avait remporté le concours en 1980 et 1987, il désapprouva ouvertement ce changement, estimant que les prestations des chanteurs relevaient désormais d’un simple karaoké[3].

- La représentante française, Nayah, suscita elle aussi une vaste controverse, dès sa sélection. Après sa victoire lors de la finale nationale française, les médias découvrirent que la chanteuse avait appartenu à une secte religieuse apocalyptique. Cette secte croyait que la fin du monde surviendrait avec l’avènement du deuxième millénaire : chaque membre serait alors sauvé par des vaisseaux extraterrestres qui partiraient de Jérusalem. Nayah se défendit du mieux qu’elle put, arguant qu’elle avait quitté la secte depuis longtemps déjà. Elle termina finalement à la dix-neuvième place[4].

- Le recours intégral à une bande-son pour la musique ne modifia aucunement une autre règle essentielle du concours : toutes les parties chantées devaient continuer à être interprétées en direct. Or, la chanson croate, Maria Magdalena, comportait des chœurs masculins préenregistrés sur sa bande-son[3]. Le pays fut sanctionné après le concours, sur plainte de la délégation norvégienne : son score fut réduit d’un tiers, ce qui diminua son score moyen entrant en compte pour la relégation. Son classement à la quatrième place fut cependant maintenu[4].

## Anciens participants
| Artiste        | Pays     | Année(s) précédentes(s)    |
| -------------- | -------- | -------------------------- |
| Doris Dragović | Croatie  | 1986 (pour la Yougoslavie) |
| Darja Švajger  | Slovénie | 1995                       |

## Tableau des votes
| Drapeau de la Lituanie | Drapeau de la Belgique                            | Drapeau de l'Espagne | Drapeau de la Croatie | Drapeau du Royaume-Uni | Drapeau de la Slovénie | Drapeau de la Turquie | Drapeau de la Norvège | Drapeau du Danemark | Drapeau de la France | Drapeau des Pays-Bas | Drapeau de la Pologne | Drapeau de l'Islande | Drapeau de Chypre | Drapeau de la Suède | Drapeau du Portugal | Drapeau de l'Irlande | Drapeau de l'Autriche | Drapeau d’Israël | Drapeau de Malte | Drapeau de l'Allemagne | Drapeau de la Bosnie-Herzégovine | Drapeau de l'Estonie | Total |    |     |
| Pays                   | Lituanie                                          |                      | –                     | –                      | 2                      | –                     | –                     | –                   | –                    | –                    | –                     | –                    | –                 | –                   | 5                   | –                    | –                     | –                | –                | 3                      | 1                                | –                    | –     | 2  | 13  |
| Pays                   | Belgique                                          | –                    |                       | –                      | 4                      | –                     | –                     | –                   | –                    | –                    | 2                     | 10                   | 2                 | –                   | –                   | –                    | –                     | 10               | -                | 5                      | –                                | –                    | –     | 5  | 38  |
| Pays                   | Espagne                                           | –                    | –                     |                        | 1                      | –                     | –                     | –                   | –                    | –                    | –                     | –                    | –                 | –                   | –                   | –                    | –                     | –                | –                | –                      | –                                | –                    | –     | –  | 1   |
| Pays                   | Croatie                                           | 6                    | 5                     | 12                     |                        | –                     | 12                    | 8                   | –                    | –                    | 7                     | 1                    | 7                 | 4                   | 2                   | 1                    | 6                     | 6                | 8                | 7                      | 5                                | 10                   | 8     | 3  | 118 |
| Pays                   | Royaume-Uni                                       | 5                    | –                     | 4                      | 5                      |                       | 2                     | 4                   | –                    | 1                    | –                     | –                    | –                 | –                   | 4                   | –                    | –                     | –                | –                | 4                      | 8                                | –                    | 1     | –  | 38  |
| Pays                   | Slovénie                                          | 10                   | 2                     | 2                      | 12                     | –                     |                       | –                   | –                    | –                    | 1                     | 6                    | –                 | –                   | –                   | –                    | –                     | 12               | –                | –                      | –                                | –                    | 5     | –  | 50  |
| Pays                   | Turquie                                           | –                    | –                     | –                      | –                      | –                     | –                     |                     | 4                    | –                    | 5                     | –                    | –                 | –                   | –                   | –                    | –                     | –                | –                | –                      | –                                | 12                   | –     | –  | 21  |
| Pays                   | Norvège                                           | –                    | –                     | –                      | 7                      | –                     | –                     | –                   |                      | 6                    | –                     | –                    | –                 | 7                   | 7                   | 5                    | –                     | 3                | –                | –                      | –                                | –                    | –     | –  | 35  |
| Pays                   | Danemark                                          | –                    | –                     | 5                      | –                      | 5                     | 5                     | –                   | –                    |                      | –                     | –                    | 1                 | 12                  | 8                   | 8                    | 3                     | 7                | 5                | 2                      | 4                                | –                    | –     | 6  | 71  |
| Pays                   | France                                            | 2                    | –                     | –                      | –                      | –                     | –                     | 2                   | 8                    | –                    |                       | –                    | –                 | –                   | –                   | –                    | –                     | 2                | –                | –                      | –                                | –                    | –     | –  | 14  |
| Pays                   | Pays-Bas                                          | 4                    | 12                    | 3                      | –                      | 8                     | 3                     | 5                   | –                    | 7                    | –                     |                      | –                 | 6                   | –                   | 4                    | 2                     | 1                | 4                | 6                      | 2                                | –                    | 4     | –  | 71  |
| Pays                   | Pologne                                           | 7                    | –                     | –                      | –                      | –                     | –                     | –                   | –                    | –                    | –                     | –                    |                   | –                   | –                   | –                    | –                     | –                | –                | –                      | –                                | 4                    | 6     | –  | 17  |
| Pays                   | Islande                                           | 8                    | 8                     | 10                     | –                      | 10                    | –                     | 10                  | 10                   | 12                   | –                     | 7                    | 4                 |                     | 12                  | 12                   | 4                     | 4                | 2                | 10                     | 10                               | 3                    | –     | 10 | 146 |
| Pays                   | Chypre                                            | –                    | –                     | –                      | –                      | 2                     | –                     | –                   | –                    | –                    | –                     | –                    | –                 | –                   |                     | –                    | –                     | –                | –                | –                      | –                                | –                    | –     | –  | 2   |
| Pays                   | Suède                                             | 3                    | 7                     | 6                      | –                      | 12                    | 7                     | 6                   | 12                   | 10                   | 3                     | 8                    | 6                 | 10                  | 6                   |                      | 10                    | 5                | 6                | 8                      | 12                               | 2                    | 12    | 12 | 163 |
| Pays                   | Portugal                                          | –                    | –                     | –                      | –                      | –                     | –                     | –                   | –                    | –                    | 12                    | –                    | –                 | –                   | –                   | –                    |                       | –                | –                | –                      | –                                | –                    | –     | –  | 12  |
| Pays                   | Irlande                                           | 12                   | –                     | –                      | –                      | 4                     | –                     | 1                   | 1                    | –                    | –                     | –                    | –                 | –                   | –                   | –                    | –                     |                  | –                | –                      | –                                | –                    | –     | –  | 18  |
| Pays                   | Autriche                                          | –                    | 6                     | –                      | –                      | 7                     | 4                     | –                   | 6                    | 3                    | –                     | 2                    | 3                 | 8                   | 1                   | 7                    | 5                     | –                |                  | –                      | –                                | 5                    | –     | 8  | 65  |
| Pays                   | Israël                                            | –                    | 3                     | 8                      | 8                      | –                     | 1                     | 3                   | 2                    | 2                    | 10                    | 4                    | 10                | 1                   | 10                  | 3                    | 8                     | –                | 1                |                        | 6                                | 7                    | 2     | 4  | 93  |
| Pays                   | Malte                                             | –                    | –                     | –                      | 6                      | 6                     | –                     | –                   | –                    | –                    | –                     | –                    | –                 | –                   | 3                   | –                    | 1                     | –                | 7                | –                      |                                  | 1                    | 7     | 1  | 32  |
| Pays                   | Allemagne                                         | –                    | 10                    | 7                      | 3                      | 1                     | 6                     | 12                  | 3                    | 5                    | 8                     | 12                   | 12                | 5                   | –                   | 2                    | 12                    | –                | 10               | 12                     | 3                                |                      | 10    | 7  | 140 |
| Pays                   | Bosnie-Herz.                                      | –                    | 1                     | –                      | 10                     | –                     | 10                    | 7                   | 7                    | 8                    | 6                     | 3                    | 5                 | 3                   | –                   | 6                    | –                     | –                | 12               | –                      | –                                | 8                    |       | –  | 86  |
| Pays                   | Estonie                                           | 1                    | 4                     | 1                      | –                      | 3                     | 8                     | –                   | 5                    | 4                    | 4                     | 5                    | 8                 | 2                   | –                   | 10                   | 7                     | 8                | 3                | 1                      | 7                                | 6                    | 3     |    | 90  |
| Pays                   | Le tableau suit l'ordre de passage des candidats. |                      |                       |                        |                        |                       |                       |                     |                      |                      |                       |                      |                   |                     |                     |                      |                       |                  |                  |                        |                                  |                      |       |    |     |

## Télédiffuseurs
Pays participants
| Pays               | Télédiffuseur(s)       | Commentateur(s)                | Porte-parole              |
| ------------------ | ---------------------- | ------------------------------ | ------------------------- |
| Allemagne          | Das Erste              | Peter Urban                    | Renan Demirkan            |
| Allemagne          | Deutschlandfunk        | Thomas Mohr                    | Renan Demirkan            |
| Autriche           | ORF 1                  | Andi Knoll                     | Dodo Roščić               |
| Autriche           | FM4                    | Stermann & Grissemann          | Dodo Roščić               |
| Belgique           | La Une                 | Jean-Pierre Hautier            | Sabine De Vos             |
| Belgique           | RTBF La Première       | Didier Mélon                   | Sabine De Vos             |
| Belgique           | VRT TV1                | André Vermeulen & Bart Peeters | Sabine De Vos             |
| Belgique           | VRT Radio 2            | Julien Put & Michel Follet     | Sabine De Vos             |
| Bosnie-Herzégovine | BHT                    | Ismeta Dervoz-Krvavac          | Segmedina Srna            |
| Chypre             | RIK 1                  | Evi Papamichail                | Marina Maleni             |
| Chypre             | CyBC Radio 2           | Pavlos Pavlou                  | Marina Maleni             |
| Croatie            | HRT 1                  | Aleksandar Kostadinov          | Marko Rašica              |
| Croatie            | HR 2                   | Draginja Balaš                 | Marko Rašica              |
| Danemark           | DR1                    | Keld Heick                     | Kirsten Siggaard          |
| Espagne            | TVE1                   | José Luis Uribarri             | Hugo de Campos            |
| Estonie            | Eesti Televisioon      | Marko Reikop                   | Mart Sander               |
| France             | France 3               | Julien Lepers                  | Marie Myriam              |
| Irlande            | RTÉ One                | Pat Kenny                      | Clare McNamara            |
| Irlande            | RTÉ Radio 1            | Larry Gogan                    | Clare McNamara            |
| Islande            | Sjónvarpið             | Gísli Marteinn Baldursson      | Áslaug Dóra Eyjólfsdóttir |
| Israël             | Télévision Israélienne | pas de commentateur            | Yoav Ginai                |
| Israël             | Reshet Gimel           | Daniel Pe’er                   | Yoav Ginai                |
| Lituanie           | LRT                    | Darius Užkuraitis              | Andrius Tapinas           |
| Malte              | TVM                    | Charlo Bonnici                 | Nirvana Azzopardi         |
| Norvège            | NRK1                   | Jostein Pedersen               | Ragnhild Sælthun Fjørtoft |
| Pays-Bas           | Nederland 2            | Willem van Beusekom            | Edsilia Rombley           |
| Pays-Bas           | Radio 2                | Hijlco Span & Daniël Dekker    | Edsilia Rombley           |
| Pologne            | TVP 1                  | Artur Orzech                   | Jan Chojnacki             |
| Portugal           | RTP1                   | Ruis Unas                      | Manuel Luís Goucha        |
| Royaume-Uni        | BBC One                | Terry Wogan                    | Colin Berry               |
| Royaume-Uni        | BBC Radio 2            | Ken Bruce                      | Colin Berry               |
| Slovénie           | SLO1                   | Miša Molk                      | Mira Berginc              |
| Suède              | SVT1                   | Pekka Heino & Anders Berglund  | Pontus Gårdinger          |
| Turquie            | TRT 1                  | Gülşah Banda                   | Osman Erkan               |
| Turquie            | TRT Radyo 3            | Fatih Orbay                    | Osman Erkan               |

Pays relégués
| Pays      | Télédiffuseur(s) | Commentateur(s)   |
| --------- | ---------------- | ----------------- |
| Finlande  | YLE TV1          | Jani Juntunen     |
| Grèce     | ET1              | Dáfni Bókota      |
| Macédoine | MTV 1            | Ivan Mircevski    |
| Roumanie  | TVR2             | Leonard Miron     |
| Russie    | Perviy Kanal     | Yuri Aksyuta      |
| Suisse    | TSR 2            | Jean-Marc Richard |
| Suisse    | SF2              | Sandra Studer     |
| Suisse    | TSI 2            | Jonathan Tedesco  |